# René Andrle
René Andrle (nascido em 1 de abril de 1974) é um ex-ciclista profissional tcheco, atual diretor esportivo da equipe tcheca de categoria UCI Continental, AWT-Greenway.
Representou a República Tcheca em duas provas nos Jogos Olímpicos de 2004 em Atenas.